# 警保局
警保局（けいほきょく、英語: Home Ministry Police Affairs Bureau）は、日本に1947年（昭和22年）まで存在した内務省の内部部局。全国の警察業務を所管した。現在の警察庁の源流に当たる。

## 概略
内務省の局は統廃合を繰り返してきたが、警保局は1872年（明治5年）の警保寮設置から、敗戦後の1947年（昭和22年）にGHQによって内務省が解体・廃止されるまで、地方局と並んで省内で強大な権力を握っていた。
下部組織にも統廃合の歴史があるが、主に保安課、図書課が著名である。警保局は警察行政を主管し、保安課は特別高等警察の総元締めであった。
図書課もガリ版刷りの同人誌や学校の同窓会誌、村の青年会誌にいたるまで検閲して、反社会的活動や共産主義、反君主制思想などを取り締まった。また、図書課は、著作権登録の所管でもあり、著作権の国際条約であるベルヌ条約の改正に際しては、内務官僚水野錬太郎が会議（ベルリン会議）に出席していた。
1934年（昭和9年）には映画の検閲強化を目的として、局内に映画統制委員会が設置。さらに翌1935年（昭和10年）には、映画統制委員会の別働組織として大日本映画協会が設立された。
警保局長は警視総監や内務次官と並んで「内務省三役」と言われ、退官後は約半数が貴族院の勅選議員となる省内の要職であった。大蔵省や外務省などではこのようなことは滅多になかった。
太平洋戦争での日本の敗戦後、1947年（昭和22年）12月31日、内務省はGHQの指令により解体・廃止され、1948年（昭和23年）1月1日、内務省警保局は内事局第一局となる。
その後、旧警察法の制定により1948年（昭和23年）3月7日、内事局も廃止され、内事局第一局は国家地方警察本部となる。また、警察法全部改正（新警察法）により、1954年（昭和29年）7月1日、国家地方警察本部は警察庁となった。

## 歴代警保局長等

### 司法省警保頭（1872年 - 1873年）
1872年（明治5年）8月28日、司法省に警保寮を設置。
- 1872年（明治5年）9月2日 - 1873年（明治6年）11月10日 島本仲道
- 1873年（明治6年）11月10日 - 1873年（明治6年）12月5日 河野敏鎌

### 内務省警保頭（1874年 - 1876年）
1874年（明治7年）1月9日、警保寮を司法省から内務省に移管。
- 1874年（明治7年）1月29日 - 1876年（明治9年） 村田氏寿（1875年（明治9年）11月27日以前は警保権頭）

### 内務省警保局長（1876年 - 1877年）
1876年（明治9年）4月17日、警保寮を廃止し警保局を設置。
- 明治 9 年（1876.04）- 村田氏寿

### 警視局大警視（1877年 - 1880年）
1877年（明治10年）1月11日、警保局を廃止し警視局を設置。
- （兼）川路利良：1877年1月19日 - 1879年10月13日
- （兼）大山巌：1879年10月16日 - 1880年2月28日
- （代理）石井邦猷：1880年2月28日 - 1880年10月23日
- （兼）樺山資紀：1880年10月23日 - 1881年1月14日